# Boarmioides desertaria
Boarmioides desertaria là một loài bướm đêm trong họ Geometridae.